# Huff
Pour les articles homonymes, voir Huff (homonymie).
Huff est une série télévisée américaine en 26 épisodes de 45 minutes, créée par Bob Lowry et diffusée entre le 7 novembre 2004 et le 26 juin 2006 sur Showtime.
En France, la série a été diffusée à partir du 9 octobre 2005 sur Fox Life et en Belgique sur RTL-TVI.

## Synopsis
Craig Huffstodt, alias « Huff », est psychiatre. Le suicide d'un jeune adolescent, dont il est témoin, va bouleverser sa vie. Il décide alors de tout remettre en question, ce qui n'est réellement pas simple. En effet, cet accident tragique le touche lui, mais également sa famille, à savoir : Beth sa splendide épouse, Byrd le fils prodige, Izzy sa mère, Teddy son frère schizophrène et surtout Russel son ami déjanté. La série s'introduit donc dans la vie d'une famille, et pas n'importe laquelle…

## Distribution

### Acteurs principaux
- Hank Azaria (VF : Guy Chapellier) : Craig « Huff » Huffstodt
- Paget Brewster (VF : Magali Barney) : Beth Huffstodt
- Andy Comeau (en) (VF : Éric Etcheverry) : Teddy Huffstodt
- Blythe Danner (VF : Anne Kerylen) : Isabelle « Izzy » Huffstodt
- Anton Yelchin (VF : Alexandre Aubry) : Byrd Huffstodt
- Oliver Platt (VF : Jean-Loup Horwitz) : Russell Tupper (25 épisodes)
- Kimberly Brooks (VF : Sophie Riffont) : Paula Dellahouse (24 épisodes)
- Liza Lapira (VF : Julie Turin) : Maggie Del Rosario (21 épisodes)
- Faith Prince (en) (VF : Brigitte Aubry) : Kelly Knippers (19 épisodes)

### Invités
- Anjelica Huston : Dr Lena Markova[2] (saison 2, 5 épisodes)
- Sharon Stone (VF : Micky Sébastian) : Dauri Rathburn[3] (saison 2, 4 épisodes)
- Barbara Stuart (VF : Frédérique Cantrel) : Alice (5 épisodes)

 Source et légende : version française (VF) sur RS Doublage

## Épisodes

### Première saison (2004-2005)
1. Le Grain de sable (Pilot)
2. Le Conseil de l'ordre (Assault and Pepper)
3. Sexy Party (Lipstick on Your Panties)
4. Sous contrôle (Control)
5. Voix sans issues (Flashpants)
6. Les Homards et les Vaches (Is She Dead!)
7. Cette putain de cabane (That F*cking Cabin)
8. Stress post traumatique (Cold Day in Shanghai)
9. Noël en famille (Christmas Is Ruined)
10. Bonté, charité et infidélité (The Good Doctor)
11. Le Placard aux échantillons (The Sample Closet)
12. Amant d'un jour, père pour toujours (All the King's Horses)
13. Grain de folie (Crazy Nuts & All F*cked Up)

### Deuxième saison (2006)
1. Partir, revenir (Maps Don't Talk [1/2])
2. Sexe, drogue et téquila (Maps Don't Talk [2/2])
3. Une maison de fous (Whipped Doggie)
4. Flamber n'est pas jouer (Sweet Release)
5. Psy contre psy (Used, Abused and Unenthused)
6. Entre l'enfer et le paradis (Red Meat)
7. Écorché vif (So… What Brings You to Armageddon?)
8. Minute de vérité (A Cornfield Grows in L.A.)
9. Silence radio (Radio Silence)
10. La Vie sans Beth (Bethless)
11. Culture et décadence (Tapping the Squid)
12. Ombres noires (Black Shadows)
13. Grandeur et décadence d'un avocat (Which Lip Is the Cervical Lip?)